# Неврюєва рать
Неврюєва рать (травень 1252 року) — ординський похід на чолі з царевичем Неврюєм, ймовірно, на прохання Олександра Невського проти його брата великого князя Владимирського Андрія Ярославовича.

## Історія
Витоки конфлікту лежали в поділі спадщини Ярослава Всеволодовича, отруєного в Орді в 1246 році. За старим порядком успадкування брат Ярослава Святослав Всеволодович став великим князем Владимирським. Молодший син Ярослава Михайло Ярославич забрав Владимирський престол у свого дядка. За деякими відомостями Ярослав заповідав Андрію велике Владимирське князювання, а старшому синові, Олександру, Новгород і Київ, що було підтримано ординським ханом Гуюком, коли Батий вимагав віддати велике Владимирське князювання Олександру. Конфлікт між Гуюком і Батиєм закінчився в 1247 році смертю Гуюка в Мавераннахрі за походу на Батия. У наступні роки ханський престол обійняв Мунке, що займався придушенням своїх внутрішньополітичних супротивників, зокрема за допомогою посланих Батиєм військ на чолі з Бурундаєм (1251).
Наприкінці 1249 року Олександр і Андрій Ярославичі повернулися на Русь, після чого намітився союз Андрія і Ярослава Ярославичів з Данилом Галицьким.
За одними даними, наказ йти походом на Андрія Ярославовича віддав син Батия Сартак; за іншими, це зробив сам Батий. На чолі походу встав Неврюй, названий в IV Новгородському літописі «царевичем». За даними деяких літописів, крім нього, військами командували ще Котія і Олабуга (Алабуга Хоробрий), які, ймовірно, мали звання темників.
Їм протистали владимирсько-суздальське й переяславо-тверське війська на чолі з великим князем Володимирським і Суздальським Андрієм Ярославичем, князем Переславським і Тверським Ярославом Ярославичем, і його воєводою Жидиславом, суздальськими боярами.
Маршрут походу ординців: Улус Сартака (межиріччі Хопра і Волги) — переправа на річці Цна — Володимир — переправа через річку Клязьма — Переславль-Залеський — улус Сартака.
Неврюй перейшов Клязьму під Володимиром, розбив Андрія напередодні Борисова дня, тобто 23 липня. Подробиці бою невідомі. Андрій і Ярослав спочатку втекли в Новгород, але новгородці не прийняли їх, після чого Андрій Ярославович з родиною і рештою дружини, через Новгород, Псков і Коливань (Таллінн) втік у Швецію, а Ярослав Ярославович у Псков. Неврюй переміг у битві під Переславлем-Залєським та взяв місто 15 травня 1252 року, коли була вбита жінка Ярослава Ярославича і взяті в полон діти Михайло і Святослав Ярославичі, загинув воєвода Жидислав. В Орду було забрано безліч людей, коней і худоби.
Це було перша після навали Батия поява у Великому князівстві Владимирському великого монгольського війська.
Історики дотримуються різних думок про причетність Олександра Невського до походу Неврюя, внаслідок якого він став великим князем Владимирським. Після повернення зі Швеції Андрій Ярославович отримав від Олександра Ярославича суздальське княжіння (Святослав Всеволодович помер у 1252 році), і про нові конфлікти між ними невідомо, але тверський князь Ярослав Ярославич продовжив боротьбу за великий Владимирський престол, закнязював у 1255 році в Новгороді. Проте наступного 1256 року Олександр повернув у Новгород князем свого сина Торзького князя Василя.